# Agnieszka opolska (zm. 1409)
Agnieszka opolska (zm. 1409 przed 5 maja) – księżniczka opolska i margrabina morawska.
Agnieszka była córką Bolesława II opolskiego. Poślubiła margrabiego morawskiego Jodoka. Zdaniem starszej literatury była jego drugą żoną. Małżeństwo zostało zawarte w 1374. Pierwszą żoną Jodoka miała być Elżbieta, córka Władysława Opolczyka.
Nowsza literatura twierdzi, że Jodok był żonaty tylko raz z Agnieszką, która używała także imienia Elżbieta. Małżeństwo zostało zawarte zapewne w kwietniu 1372. Związek okazał się bezpotomny.